# Ananteris karupina
Espèce
Ananteris karupina est une espèce de scorpions de la famille des Ananteridae.

## Distribution
Cette espèce est endémique d'Amapá au Brésil. Elle se rencontre dans la Serra Lombarda.

## Description
Le mâle holotype mesure 17,2 mm.

## Systématique et taxinomie
Cette espèce a été décrite par Lourenço en 2021.

## Étymologie
Son nom d'espèce lui a été donné en référence au lieu de sa découverte, le mont Karupina.

## Publication originale
- Lourenço, 2021 : « The genus Ananteris Thorell, 1891 (Scorpiones: Buthidae) in the state of Amapá Brazil, and description of a new species. » Boletín de la Sociedad Entomológica Aragonesa, no 39, p. 73-76.